# Nidal Al Achkar
Nidal Al Achkar (1934) es una actriz libanesa y directora de teatro, "la gran dama del teatro libanés".

## Biografía
Nidal Al Achkar era la hija de Asad al-Achkar, el político del Partido Social Nacionalista Sirio. Estudió en la Real Academia de Arte Dramático en Londres. En 1967  dirigió su primera obra de teatro en Beirut, y luego fundó el Taller de Teatro de Beirut a finales de la década de 1960. 
Después de la guerra civil libanesa, Nidal Al Achkar fundó el Teatro Al Madina en 1994, restaurando el edificio que albergaba el antiguo Cine Saroulla.
Nidal Al Achkar recibió el Lifetime Achievement Award en el Murex d'Or de 2012. Al presentar el premio, el ministro de Cultura libanés Gabi Layyoun la llamó "la verdadera expresión de la ilustración y la cultura del Líbano".
En una entrevista de 2019 advirtió que era imposible tener teatro en el mundo árabe sin "revoluciones reales y transformadoras" que permitieran la libertad de expresión y la apertura.